# Barbara Bubula
Barbara Ewa Bubula (ur. 4 marca 1963 w Krakowie) – polska polityk, nauczycielka, publicystka i samorządowiec, członkini Krajowej Rady Radiofonii i Telewizji (2007–2010), posłanka na Sejm V, VII i VIII kadencji.

## Życiorys
W 1986 ukończyła studia z zakresu filologii polskiej na Uniwersytecie Jagiellońskim. W latach 1991–1995 uczyła języka polskiego w Liceum im. Św. Rodziny. Przetłumaczyła książkę amerykańskiego konserwatysty Richarda M. Weavera Idee mają konsekwencje.
W latach 1999–2003 była prezesem Stowarzyszenia „Samorządny Kraków”, głoszącego m.in. hasła zwalczania korupcji. Od 1999 do 2001 kierowała spółdzielnią mieszkaniową „Budostal”. W latach 2000–2004 była członkiem redakcji czasopisma „Obywatel” oraz przewodniczącą rady programowej fundacji Instytut Spraw Obywatelskich.
Działała w Porozumieniu Centrum i Ruchu dla Rzeczypospolitej. Z listy PC bez powodzenia kandydowała do Sejmu w wyborach w 1993. W latach 1993–1996 była sekretarzem naczelnej rady politycznej Zjednoczenia Polskiego, od 1995 zasiadała w radzie naczelnej Stowarzyszenia Rodzin Katolickich. W 2001 wstąpiła do Prawa i Sprawiedliwości. W wyborach parlamentarnych w tym samym roku bez powodzenia kandydowała z jego listy do Sejmu. W latach 1990–2005 była radną Krakowa. W wyborach parlamentarnych w 2005 została wybrana na posła na Sejm z okręgu krakowskiego z listy PiS. Pracowała w Komisji Finansów Publicznych oraz Komisji Samorządu Terytorialnego i Polityki Regionalnej.
Z dniem 26 września 2007 prezydent Lech Kaczyński powołał ją w skład Krajowej Rady Radiofonii i Telewizji, w związku z czym jej mandat poselski wygasł. W związku z nieprzyjęciem przez Sejm i Senat sprawozdania KRRiT za 2009, potwierdzonym przez tymczasowo wykonującego obowiązki prezydenta RP, jej kadencja zakończyła się w 2010. W tym samym roku z rekomendacji klubu parlamentarnego PiS zasiadła w radzie programowej Telewizji Polskiej. W wyniku wyborów w 2011 powróciła do Sejmu jako posłanka VII kadencji, otrzymując 7502 głosy. Kandydowała bezskutecznie w wyborach do Parlamentu Europejskiego w 2014. W 2015 z powodzeniem ubiegała się o poselską reelekcję (dostała 9813 głosów). W wyborach parlamentarnych w 2019 nie uzyskała mandatu posła na Sejm kolejnej kadencji (otrzymała 7909 głosów). Została następnie powołana na stanowisko wiceprezesa Małopolskiej Agencji Rozwoju Regionalnego.
Została także publicystką Radia Maryja w audycji Myśląc Ojczyzna.

## Odznaczenia
W 2005 otrzymała Srebrny Krzyż Zasługi.